# Portret umjetnika u mladosti
Portret umjetnika u mladosti (eng. A Portrait of the Artist as a Young Man) roman je Jamesa Joycea napisan 1916. godine. Objavljivan je u časopisu The Egoist od 1914. do 1915., a prvi je put bio izdan 1916. u New Yorku. Roman je zapravo piščev pokušaj da ponovno napiše svoj prvi roman "Junak Stephen" s kojim je bio nezadovoljan te koji je uništio. Glavni lik romana je Stephen Dedalus, piščev alter-ego, kao i u Junaku Stephenu. Glavna tema "Portreta" njegov je intelektualni razvoj koji doživljava oslobađajući se od vjere, obitelji i malograđanskog shvaćanja irskog rodoljublja.

## Radnja
Roman se sastoji od pet poglavlja od kojih svako govori o jednom periodu Stephenova života.
Prvo poglavlje govori o njegovom djetinjstvu u malograđanskoj obitelji, o kojoj je ovisan. Ono sadrži epizode svađe između njegove tetke Dante, zagrižene katolkinje i oca Simona, irskog nacionalista, i onu s nepravedno dobivenim batinama od oca Dolana u Clongowesu, koja pojačava njegovu odbojnost prema tom mjestu.
Drugo poglavlje govori o Stephenu kao dječaku u isusovačkom koledžu, nakon preseljenja njegove obitelji u Dublin. Tu se zaljubljuje u djevojku Emu Clary (koju naziva "ona" u romanu) te doživljava razočaranje kad shvati da ga ona ne primjećuje.
Treće poglavlje prati Stephena kao mladića kojeg proganja njegov grijeh bluda. Na duhovnim vježbama uoči praznika  svetog Franje Ksaverskog šokira ga propovjed oca Arnalla, njegovog učitelja iz Clongowesa, u kojoj mu predočuje svoju viziju smrti i pakla.
U četvrtom poglavlju Stephen doživljava preokret. Na početku je prikazan kao religiozni student koji se svojom pobožnošću pokušava iskupiti za svoje grijehe, zbog čega ga ravnatelj koledža poziva da se zaredi. Do preokreta u njegovom razmišljanju dolazi kad razmatra taj poziv: dok s mosta gleda zalazak sunca, odbacuje religiju, školu i domovinu te se "okreće pozivu umjetnika ka riječi".
Peto poglavlje prati Stephena kao studenta koji pokušava postatiti umjetnikom. Nalazi se u stalnom sukobu s malograđanskom okolinom, što je prikazano u jednom njegovom danu, gdje se sukobljava s nekolicinom svojih kolega studenata (Templeom i irskim nacionalistom Davinom) oko potpisivanja peticije za svjetski mir. Zbog vjere se sukobljava čak i s majkom, za što doznajemo iz jednog njegovog razgovora s prijateljem Cranlyjem, čemu je prethodilo nadmudrivanje na stepenicama dublinskog sveučilišta. Zadnje stranice romana napisane su u obliku Stephenova dnevnika: on se priprema za put te se oslobađa ovisnosti o bližnjima - obitelji, prijateljima (posebice Cranlyjem) i "njoj" (Emmi) - nakon čega odlazi u Pariz.

## Književni značaj
Književna kritika drži "Portret" jednim od najvrjednijih bildungsromana u književnosti zbog njegove objektivnosti u gledanju na glavnog lika:
- napisan je u trećem licu
- cilj romana nije prepričati život umjetnika u mladosti, već razvojni put umjetnika - tj. roman je "objektivni prikaz jedne subjektivne svijesti u razvoju"
- roman se usredotočuje na razvoj lika time što svodi naraciju samo na njega (Stephena), što radi korištenjem struje svijesti - tako da su svi likovi romana element u njegovu doživljavanju

Roman se smatra jednim od najvažnijih Joyceovih romana te jednim od najvažnijih romana književnosti modernizma.
Moderna knjižnica uvrstila ga je na popis 100 najboljih romana na engleskom jeziku u XX. stoljeću, na kojemu je zauzeo 3. mjesto.

## Prijevodi
- "Mladost umjetnika", Stanislav Šimić, 1952.
- "Portret umetnika u mladosti", Petar Čurčija, 1960. (srpski)
- "Portret umjetnika u mladosti", Leo Držić, 1981.